# Herrschaft Grundsheim
Zur Herrschaft Grundsheim mit Sitz in Grundsheim, heute eine Gemeinde im Alb-Donau-Kreis in Baden-Württemberg, gehörte auch der Ort Willenhofen. Die Herrschaft gelangte 1570 als Lehen von Kaiser Maximilian II. mit Blutgerichtsbarkeit an die Herren von Nippenburg zu Schwieberdingen. Über eine Tochter des Hauses ging sie wahrscheinlich 1646 als Heiratsgut an den sächsischen Adligen Johann Friedrich von Bissingen über, der sich in der Folge von Bissingen-Nippenburg nannte. 
Im Jahr 1789 verkaufte Graf Ferdinand von Bissingen-Nippenburg die Herrschaft an die Fürsten von Thurn und Taxis. 
Im Rahmen der Mediatisierung im Jahr 1806 kam die Herrschaft Grundsheim unter die Landeshoheit des Königreichs Württemberg.